# Triunfo de la Cruz
Triunfo de la Cruz es una población fundada en Honduras en 1524 por el conquistador Cristóbal de Olid.
Es una de 5 comunidades garífunas de la costa Atlántica del noroeste de Honduras, en el departamento de la Atlántida, de donde Tela es la mayor de estas comunidades.
- Datos: Q6152950